# CMEグループ・ツアー選手権
CMEグループ ツアー選手権（CME Group Tour Championship）はLPGAツアーの年間最終戦。

## 歴史
1996年に男子のツアー選手権を模範としたITT LPGAツアー選手権としてスタートした。当時は4日間ストロークプレーで行われていた。その後名称を何度も変更し、2002年からはADTセキュリティサービスが冠スポンサーとなり、ADT選手権になった。
2006年から2008年までは参加資格を満たす32名により参加。2日目終了時点で上位16名まで絞る。さらに3日目終了時点でベスト8まで減らす。3日目と最終日はその日のスコアで優勝者が決まる。優勝賞金は100万ドルで、当時の女子ゴルフトーナメントとしては最高額であった。
2009年からスタンフォード・ファイナンシャルがスポンサーに予定されていたが、世界的な金融危機の影響で降板。LPGAツアー選手権となった。
2011年からは大会名称をCMEグループ タイトルホルダーズに改称。
2010年までの出場資格はミズノクラシック終了時点でLPGA賞金ランク上位120名が出場。2日目終了時点で60名に絞り、3日目にはさらに30名までカットという仕組みであったが、2011年からその年のシーズンの各トーナメントの上位3名（重複の場合は繰り下げて出場権が与えられる）のみとなった。
2014年から大会名称をCMEグループ・ツアー選手権に改称。同年よりCMEグローブポイント制が導入され、その上位者にツアー優勝者を加えた60名～70名が参加している。選手の棄権以外3日目以降のカットは無く、４日間プレーできる。
2019年は賞金総額500万ドル（優勝150万ドル）、2020年は総額300万ドル（優勝110万ドル）と減額されたが、2021年は総額500万ドル（優勝150万ドル）に戻り、2022年は総額700万ドル（優勝200万ドル）とさらに増額された。

## 歴代優勝者

### CMEグループ・ツアー選手権
| 年     | 優勝者                 | 国               | スコア    | 会場                     | 賞金総額   | 優勝賞金   |
| ------ | ---------------------- | ---------------- | --------- | ------------------------ | ---------- | ---------- |
| 2023年 | エイミー・ヤン         | 韓国             | 261 (-27) | ティブロン・ゴルフクラブ | $7,000,000 | $2,000,000 |
| 2022年 | リディア・コ           | ニュージーランド | 271 (-17) | ティブロン・ゴルフクラブ | $7,000,000 | $2,000,000 |
| 2021年 | コ・ジンヨン           | 韓国             | 265 (-23) | ティブロン・ゴルフクラブ | $5,000,000 | $1,500,000 |
| 2020年 | コ・ジンヨン           | 韓国             | 270 (-18) | ティブロン・ゴルフクラブ | $3,000,000 | $1,100,000 |
| 2019年 | キム･セヨン            | 韓国             | 270 (-18) | ティブロン・ゴルフクラブ | $5,000,000 | $1,500,000 |
| 2018年 | レクシー・トンプソン   | アメリカ合衆国   | 270 (-18) | ティブロン・ゴルフクラブ | $2,500,000 | $500,000   |
| 2017年 | アリヤ・ジュタヌガーン | タイ             | 273 (-15) | ティブロン・ゴルフクラブ | $2,500,000 | $500,000   |
| 2016年 | チャーリー・ハル       | イングランド     | 269 (-19) | ティブロン・ゴルフクラブ | $2,000,000 | $500,000   |
| 2015年 | クリスティ・カー       | アメリカ合衆国   | 271 (-17) | ティブロン・ゴルフクラブ | $2,000,000 | $500,000   |
| 2014年 | リディア・コ           | ニュージーランド | 278 (-10) | ティブロン・ゴルフクラブ | $2,000,000 | $500,000   |

### CMEグループ・タイトルホルダーズ
| 年     | 優勝者               | 国   | スコア    | 会場                               | 賞金総額   | 優勝賞金 |
| ------ | -------------------- | ---- | --------- | ---------------------------------- | ---------- | -------- |
| 2013年 | フォン・シャンシャン | 中国 | 273 (-15) | ティブロン・ゴルフクラブ           | $2,000,000 | $700,000 |
| 2012年 | チェ・ナヨン         | 韓国 | 274 (-14) | ザ・ツインイーグルスゴルフクラブ   | $1,500,000 | $500,000 |
| 2011年 | パク・ヒヨン         | 韓国 | 279 (-9)  | グランド・サイプレス・ゴルフクラブ | $1,500,000 | $500,000 |

### LPGAツアー選手権
| 年     | 優勝者                 | 国           | スコア    | 会場                               | 賞金総額   | 優勝賞金 |
| ------ | ---------------------- | ------------ | --------- | ---------------------------------- | ---------- | -------- |
| 2010年 | マリア・ヨース         | スウェーデン | 283 (-5)  | グランド・サイプレス・ゴルフクラブ | $1,500,000 | $225,000 |
| 2009年 | アンナ・ノルドクビスト | スウェーデン | 203 (-13) | ザ・ヒューストリアン・ゴルフクラブ | $1,500,000 | $225,000 |

### LPGA Playoffs at The ADT
| 年     | 優勝者             | 国         | スコア      | 会場                                         | 賞金総額   | 優勝賞金   |
| ------ | ------------------ | ---------- | ----------- | -------------------------------------------- | ---------- | ---------- |
| 2008年 | 申智愛             | 韓国       | 69-75-71-70 | トランプ・インターナショナル・ゴルフ・クラブ | $1,550,000 | $1,000,000 |
| 2007年 | ロレーナ・オチョア | メキシコ   | 70-70-66-68 | トランプ・インターナショナル・ゴルフ・クラブ | $1,550,000 | $1,000,000 |
| 2006年 | フリエタ・グラナダ | パラグアイ | 70-69-69-68 | トランプ・インターナショナル・ゴルフ・クラブ | $1,550,000 | $1,000,000 |

### ADT選手権
| 年     | 優勝者               | 国             | スコア    | 会場                                         | 賞金総額   | 優勝賞金 |
| ------ | -------------------- | -------------- | --------- | -------------------------------------------- | ---------- | -------- |
| 2005年 | アニカ・ソレンスタム | スウェーデン   | 282 (-6)  | トランプ・インターナショナル・ゴルフ・クラブ | $1,000,000 | $215,000 |
| 2004年 | アニカ・ソレンスタム | スウェーデン   | 275 (-13) | トランプ・インターナショナル・ゴルフ・クラブ | $1,000,000 | $215,000 |
| 2003年 | メグ・マローン       | アメリカ合衆国 | 281 (-7)  | トランプ・インターナショナル・ゴルフ・クラブ | $1,000,000 | $215,000 |
| 2002年 | アニカ・ソレンスタム | スウェーデン   | 275 (-13) | トランプ・インターナショナル・ゴルフ・クラブ | $1,000,000 | $215,000 |

### ITT・LPGAツアー選手権
| 年     | 優勝者               | 国             | スコア    | 会場                                         | 賞金総額   | 優勝賞金 |
| ------ | -------------------- | -------------- | --------- | -------------------------------------------- | ---------- | -------- |
| 2001年 | カリー・ウェブ       | オーストラリア | 279 (-9)  | トランプ・インターナショナル・ゴルフ・クラブ | $1,000,000 | $215,000 |
| 2000年 | ドッティ・ペッパー   | アメリカ合衆国 | 279 (-9)  | LPGAインターナショナル・レジェンド・コース   | $1,000,000 | $215,000 |
| 1999年 | 朴セリ               | 韓国           | 276 (-12) | Desert Inn Golf Club                         | $1,000,000 | $215,000 |
| 1998年 | ローラ・デービース   | イングランド   | 277 (-11) | Desert Inn Golf Club                         | $1,000,000 | $215,000 |
| 1997年 | アニカ・ソレンスタム | スウェーデン   | 277 (-11) | Desert Inn Golf Club                         | $750,000   | $160,000 |
| 1996年 | カリー・ウェブ       | オーストラリア | 272 (-16) | Desert Inn Golf Club                         | $700,000   | $150,000 |